# Ист-Хелена (Монтана)
Ист-Хелена (англ.  East Helena ) — город в округе  Льюис-энд-Кларк в штате Монтана США. Расположен примерно в 5 милях (8 км) к востоку от центра города Хелена. По данным переписи 2020 года, численность населения составляла 1944 человека. Он является частью Метрополитенского статистического ареала Хелены.

## История
В 1864 году в ущелье у ручья Прикли-Пир было обнаружено золото. Это привело к основанию шахтёрского лагеря вдоль небольшого ручья в районе, который старатели назвали «Ущелье последнего шанса». В 1876 году открылась шахта Драмлуммон, которая принесла богатые залежи золота и серебра стоимостью в миллионы долларов.
В 1888 году был построен плавильный завод компании Helena & Livingston Smelting & Reduction Company.